# Vanilla dilloniana
Vanilla dilloniana är en orkidéart som beskrevs av Donovan Stewart Correll. Vanilla dilloniana ingår i släktet Vanilla och familjen orkidéer. Inga underarter finns listade i Catalogue of Life.